# Agapanthia hirsuticornis
Agapanthia hirsuticornis là một loài bọ cánh cứng trong họ Cerambycidae.